# Дрінополь (фема)
Фема Дрінополь (грец. Θέμα Δρυινουπόλεως) — військово-адміністративна одиниця Візантійської імперії (фема), яка розташовувалась в Північному Епірі (сучасна Албанія). Належить до так званих «малих фем». Отримало назву за містом Дрінополь. Утворено 1018 року. Припинила існування 1205 року внаслідок розпаду Візантії.

## Історія
З IX ст. входила до турми Нікополь. Тут розташовувалася фортеця для захисту візантійських володінь від нападу болгар. На початку X ст. підпало під владу Болгарського царства. В цей час розбудовується місто Дрінополь. У 960-х роках візантійці відвойовують цю область. Вона поперемінно входила до складу фем Нікополь і Діррахій. У між 995 та 998 роками болгарський цар Самуїл I захопив Дрінополь. Лише у 1010-х роках візантійці відновили тут владу ще раз. Дрінополь стає частиною феми Діррахій. Після підкорення Болгарії у 1018 році Дрінополь перетворюється на фему, основою якої стала фортеця в місті.
Завданням стратегів феми Дрінополь було забезпечення підтримки сусідніх фем Нікополь та Діррахій, захист шляху від Адріатичного до Егейського моря через Балкани. Також необхідно було попереджати повстання болгар та інших слов'ян. Тут розташовувалися військові майстерні й комори. Звідси вирушали війська на придушення повстання Петра Деляна у 1040—1041 роках.
У 1081—1083 роках фема зазнала важкого удару під час війни сицилійських норманів з імперією. Після цього тривало відновлення міста та зміцнення фортеці. Наступного плюндрування фема зазнала від німецьких лицарів імператора Фрідриха I барбаросси під час Третього хрестового походу. Слідом за розпадом візантійської імперії у 1204 році внаслідок захоплення Константинополя учасниками Четвертого хрестового походу, землі феми було захоплено Епірським деспотатом. Як фема останнього Дрніполь існував до часу приєднання земель деспотату до відродженої Візантійської імперії.

## Адміністрація
Охоплювала територію долини біля річки Дріно. На чолі стояв стратег, проте його ранг в ієрархії та підпорядковані військові загони достеменно невідомі.